# Panik på LEGO Øen
Panik på LEGO Øen (kendt som LEGO Island i USA) er et LEGO-baseret action-adventure computerspil udviklet af LEGO og Mindscape Inc. Spillet blev udgivet den 26. september 1997 og var det første spil i LEGO Øen-serien. Ydermere var Panik på LEGO Øen det første computerspil hvori de velkendte LEGO minifigurer optrådte i.

## Gameplay
Panik på LEGO Øen er et ikke-lineært spil, set fra førstepersonsperspektiv. Spillet består af en række missioner der inkluderer pizzaleverancer, racerløb på jet ski, og det at proppe Kim Cool tilbage i fængslet. Derudover giver spillet mulighed for at vælge mellem en række figurer man måtte have lyst til at spille som, der hver har deres egne unikke evner til at ændre ting rundt omkring på LEGO Øen, hvilket kan være behjælpeligt for spilleren.

### Historien
Panik på LEGO Øen har ikke nødvendigvis noget bestemt mål, da spilleren selv kan vælge mellem at bevæge sig rundt på øen blot for at ændre den efter behov, eller udføre de opgaver der står til rådighed. Den primære opgave er dog, at levere en pizza til fængslet som Pepper, hvilket hjælper Kim Cool til at undslippe. Pepper bliver derefter nødt til at jagte ham rundt på øen, i et forsøg på at få ham tilbage i fængslet før han skiller hele øen ad. Kim Cool undslipper dog kun fængslet, hvis spilleren før det har bygget en helikopter i politistationen.

### Valgfrie ændringer
Spillet giver mulighed for at udføre en lang række valgfrie ændringer af sine omgivelser på LEGO Øen. For eksempel får man, når spiller som Pepper, mulighed for at ændre planter og hatte, samt Fru Posts hus. Et andet eksempel er Laura, der giver én mulighed for at ændre gå-animationer og "humør" på andre figurer, samt ændre på planter og huse der ikke kan besøges. Derudover har spilleren mulighed for at bygge diverse transportmidler, hvor man blandt andet selv kan vælge farverne.

## Figurer
Panik på LEGO Øen præsentere en række forskellige figurer. De spilbare figurer er Nick og Laura Brik, Mama og Papa Brickolini, samt Pepper Roni. Kim Cool er spillets skurk, og figuren der guider spilleren gennem spillet er Infomaniac. Derudover indeholder spillet også en lang række ikke-spilbare figurer.

## Omgivelser
Panik på LEGO Øen finder sted på en lille, afsides ø, bestående af veje og Lego-bygninger. De fleste af disse bygninger er baseret på virkelige Lego-sæt der blev solgt omkring perioden, hvor spillet blev udgivet.
- Informationcester: Informationcentret, hjem for Infomaniac, befinder sig på øens højeste punkt. Bygningen består af tre etager; første etager er stedet hvor spilleren starter, og indeholder firkantede portrætter af de spilbare figurer. Anden etage består umiddelbart af et akvarium. Tredje etage er det højeste punkt på LEGO Øen, og giver spilleren et overblik over øen. Denne etage indehodler desuden værktøjer der gør spilleren i stand til, at ændre ting som for eksempel tidpunktet på dagen. På toppen af Informationcentret er Energiklodsen; en normal, rød 2×4 LEGO-klods, der besidder kræften til at kunne skille enhver bygning på LEGO Øen fra hindanden.

- Brickolini's Pizzeria: Brickolini's findes på den sydvestlige del af LEGO Øen, og er den eneste restaurant på øen. Den bliver administreret af Mama og Papa Brickolini, med Mama som pianist, Papa som kok, og deres adaptivsøn Pepper som pizzabud. Ved siden af restauranten er et åbent område, hvor kunderne kan spise og høre musik fra restaurantens jukebox. Alle spilbare figurer kan levere pizzaer, men dog kun til et specifikt sted per figur. Peppers levering er til Kim Cool, der bruger pizzaens damp fra pizzaens specielle opskrift, der inkludere jalapeno og rød peber, til at smelte låsen i hans fængselscelle og flygte, hvilket er den eneste rigtige mål i spillet.

- Beboelsesområde: Beboelsesområdet findes på bjerget på den vestlige del af LEGO Øen. Området består af en række huse, et parkområde og en grotte; grotten og parkområdet er de eneste steder man kan bevæge sig rundt her.

- Politistation: Politistationen, hvor Nick og Laura arbejder, findes på den sydøstlige del af øen. Her har spilleren mulighed for at bygge en helikopter.

- Fængslet: Øens eneste fængselscelle findes på en lille ø, lidt øst for LEGO Øen, og kan kun tilgås over en lille bro. I denne celle findes Kim Cool, og ved siden af cellen er en helikopterplads. Ved cellen står der desuden et skilt med et "(/)" over ordet "PIZZA". (Spilles der med Pepper, siger skiltet "PIZAZ", da han ikke kan stave.)

- Lego Hospital: Lego Hospitalet befinder sig på den nordøstlige del af øen. Her bor Dr. Clickitt og hans to assistenter Pil og Tast. Spilleren kan her sendes ud på opgaver, hvor man skal køre ambulancen ud til en række ulykker.

- Octan Tankstation: Den lokale Oktan Tankstation, ejet af Nubby Stevens og Nancy Nubbins, befinder sig midt på øen. Her har spilleren mulighed for at bygge en ørken buggy og køre en kranvogn.

- Stranden: På stranden, der findes på den sydlige del af øen, kan spilleren bygge en jetski og deltage i et racerløb. Her findes figurer som Snap Lockit og Valerie Stubbins oftest.

- Banken: Banken er ejet af bankmanden Buck Pounds, men er lukket på grund af renovering gennem hele spillet. Den er beliggende ikke langt fra Octan Tankstationen.

- Supercentret: Supercentret er bestyret af Maggie Post, som ejer en papegøje der altid ser ud til at undslippe hende. Ligesom banken, er supercentret lukket gennem hele spillet på grund af renovering. Den har beliggenhed i nærheden af Pizzeriaet.

- Posthuset: Dette er øens lokale posthus, hvor postmanden Ed Mail arbejde. Af ukendte årsager er posthuset lukket gennem hele spillet, muligvis på grund af renovering. Ed, der frit bevæger sig rundt på øen, nævner desuden på intet tidspunkt at posthuset har lukket. Bygningen findes tæt på både pizzeriaet og supercentret.

- Racerbanen: Octan racerbanen ligger nær beboelsesområdet på den nordvestlige side af øen. Her kan spilleren bygge en racerbil og konkurrere mod andre racerkørere på banen, der ellers er lukket for adgang. Her finder man desuden figurene Rhoda Hogg og Studs Linkin.

## Modtagelse
Panik på LEGO Øen var en kommerciel succes, der solgte over 1 million kopier og var det eneste "børnespil" blandt de top ti bedst sælgende computerspil i oktober 1997.
Ud over stærke salg, modtog spillet også stor positiv omtale fra Family publikationer og børn. De roste spillet for sit interaktive miljø, simple gameplay mekanismer, gode humor og for at bibeholde det søde, farverige indtryk af det legetøj spillet er baseret på. Spillet blev desuden også rost for sit soundtrack.
Panik på LEGO Øens succes fik LEGO til senere at udgive flere spil baseret på deres produkter, inklusiv to efterfølgere: LEGO Øen 2: Kim Cool's Hævn i 2001 og Island Xtreme Stunts i 2002.

### Priser
Panik på LEGO Øen vandt "Årets Familiespil" på Interactive Achievement Awards i 1998 og vandt desuden også nogle priser hos Family publikationer.
Disse priser inkluderede Family PCs bedst bedømte virtuelt legetøjspris, Family Lifes "Critic's Choice"-prisen og Home PCs børnetesters "Reviewer's Choice" godkendelsesmærke.